# Landkreis Haßberge

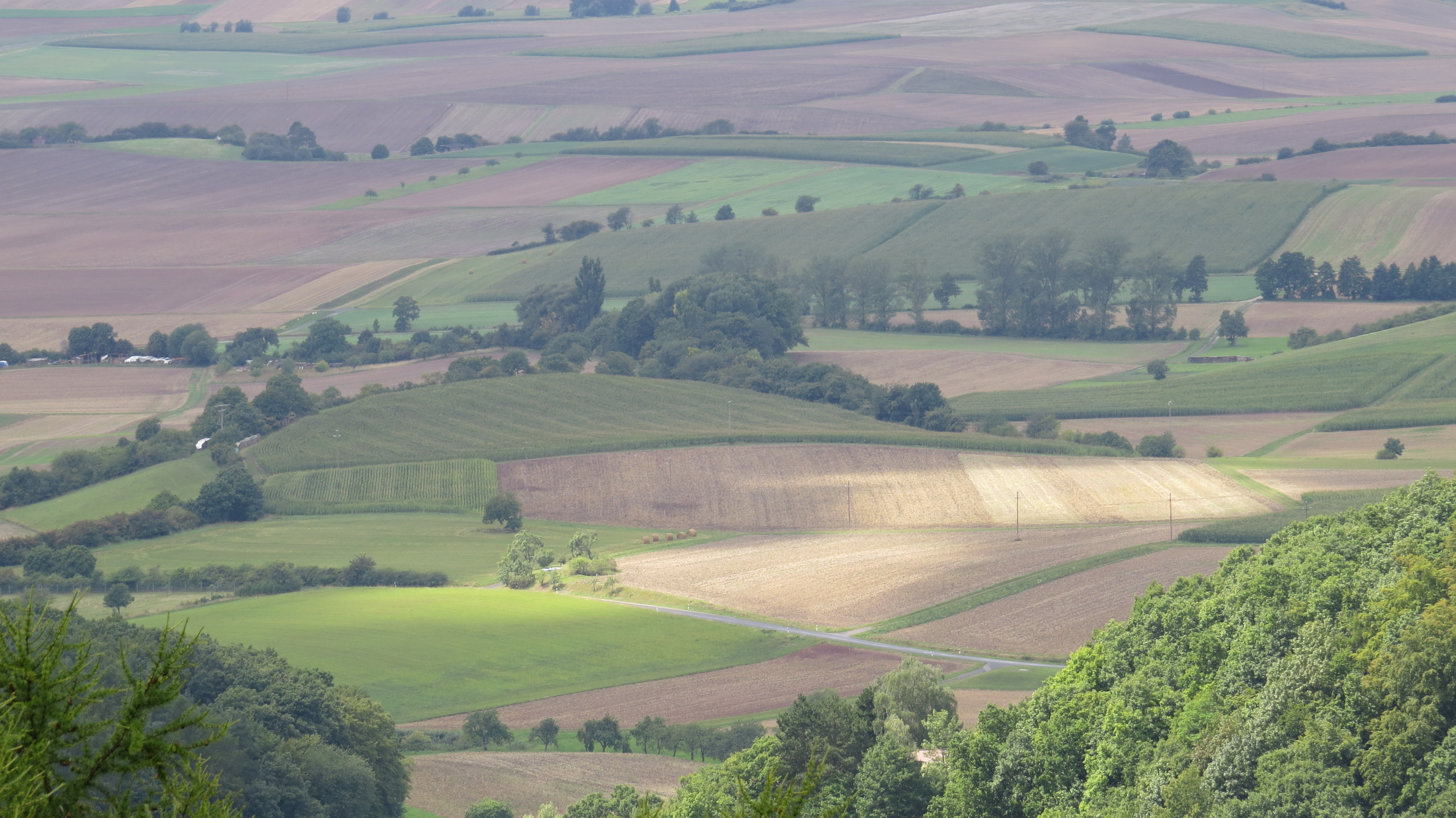
Blick von der Schwedenschanze bei Eichelsdorf in Unterfranken

Der Landkreis Haßberge ist der östlichste Landkreis des Regierungsbezirks Unterfranken in Bayern. Kreisstadt ist Haßfurt. Der Landkreis ist Mitglied der Metropolregion Nürnberg und der Regiopolregion Mainfranken.

## Geographie

### Lage
Der Landkreis liegt zwischen den drei Oberzentren Schweinfurt im Westen, Coburg im Nordosten und Bamberg im Südosten. Der Landkreis erhielt seinen Namen vom Mittelgebirgszug der Haßberge, der den nordöstlichen Teil des Kreises umfasst. Im Westen schließt sich eine flache Gäulandschaft an und daran die Schweinfurter Rhön, deren östlicher Teil zum Landkreis Haßberge gehört. Im Süden werden die Haßberge vom Main begrenzt, der den Landkreis in Ost-West-Richtung durchquert. Südlich des Mains liegen die Ausläufer des Steigerwaldes. Nebenflüsse des Mains sind von rechts die Nassach, die in Haßfurt mündet und weiter östlich die Baunach. Deren Mündung liegt bei Baunach, südlich von Ebern und nördlich von Bamberg.

### Nachbarkreise
Der Landkreis grenzt im Uhrzeigersinn im Norden beginnend an die Landkreise Hildburghausen (in Thüringen), Coburg, Bamberg, Schweinfurt und Rhön-Grabfeld (alle in Bayern).

## Geschichte

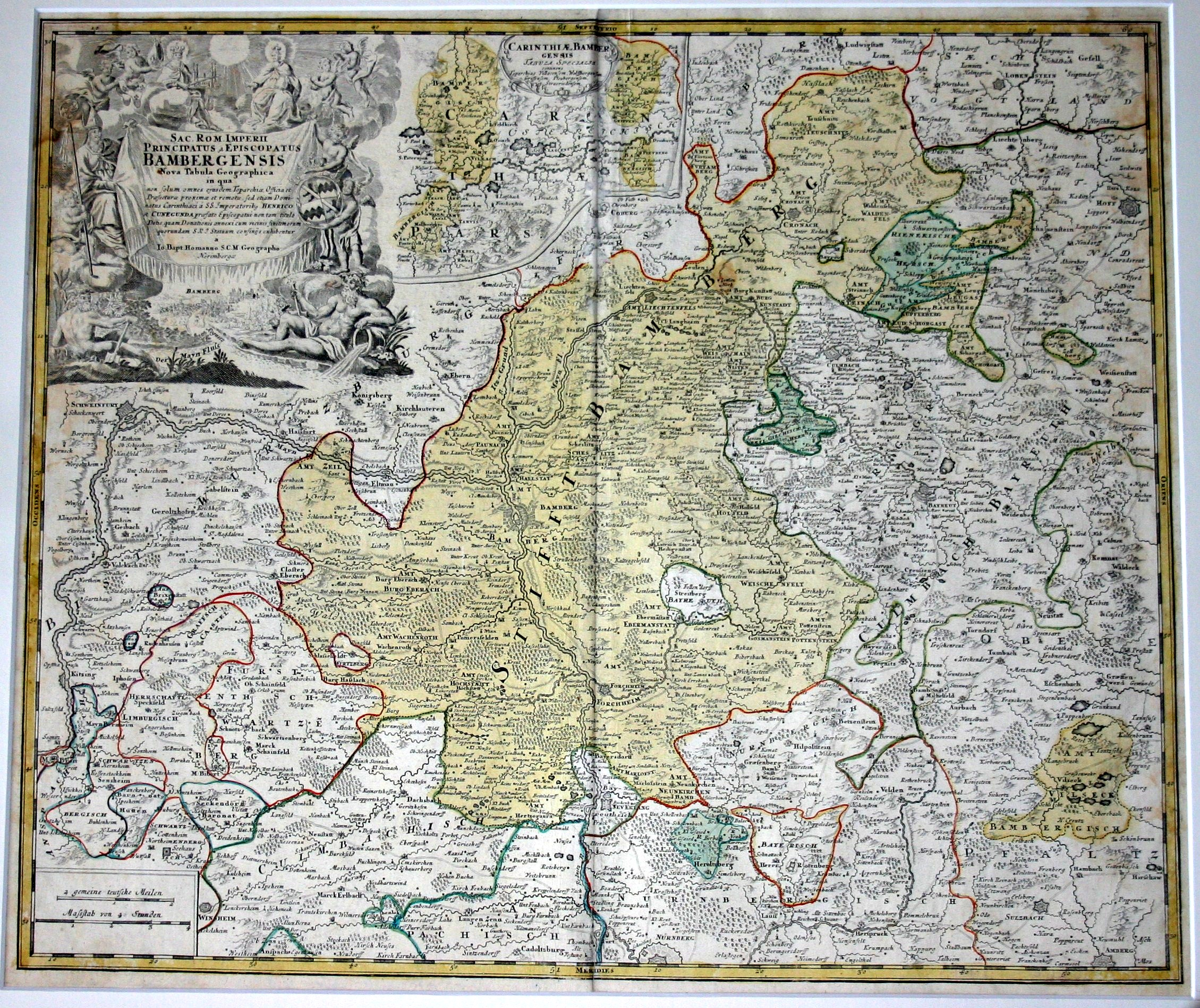
Landkarte ca. 1700, auf der die ehemaligen Grenzen der Hochstifte Würzburg/Bamberg gut zu sehen sind

### Landgerichte
Das Gebiet des heutigen Landkreises Haßberge gehörte vor 1800 überwiegend zum Hochstift Würzburg. Auch das Hochstift Bamberg hatte im Süden Anteil. Die Stadt Königsberg war eine Exklave des Herzogtums Sachsen-Coburg. Daneben gab es zahlreiche Güter der Reichsritterschaft, die sich im Kanton Baunach organisierten. 1802 kam das Gebiet bis auf die sächsischen Exklaven zu Bayern. 1804 entstanden die Landgerichte Ebern, Gleusdorf (Sitz 1808 nach Baunach verlegt), Haßfurt und Hofheim, 1819 das Landgericht Eltmann. Alle Landgerichtsbezirke gehörten zunächst zum Untermainkreis (ab 1838 Unterfranken). 1806 kam das Gebiet des ehemaligen Hochstifts Würzburg zum Großherzogtum Würzburg. Dieser Staat war nach dem Preßburger Frieden geschaffen worden und fiel 1814 an Bayern zurück. 1840 wurde das Landgericht Gleusdorf nach seinem Sitz Baunach umbenannt.

### Bezirksämter
Im Jahr 1862 wurde aus den Landgerichten Haßfurt und Eltmann das Bezirksamt Haßfurt und aus den Landgerichten Ebern und Baunach das Bezirksamt Ebern. Das Landgericht Hofheim wurde dem Landgericht Königshofen (heute Bad Königshofen im Grabfeld) zugeordnet. 1900 wurde Hofheim jedoch Sitz eines eigenen Bezirksamtes, dem 1920 nach der Angliederung des Freistaates Coburg an Bayern dessen Exklave Königsberg zugeteilt wurde.

### Landkreise
Am 1. Januar 1939 wurde wie sonst überall im Deutschen Reich die Bezeichnung Landkreis eingeführt. So wurden aus den Bezirksämtern die Landkreise Ebern, Haßfurt und Hofheim.

### Landkreis Haßberge
Im Rahmen der Gebietsreform wurde der Landkreis Haßfurt am 1. Juli 1972 mit Großteilen der Landkreise Ebern und Hofheim in Unterfranken zu einem neuen Landkreis zusammengelegt. Vom aufgelösten Landkreis Gerolzhofen kamen die Gemeinden Geusfeld und Wustviel (heute Gemeindeteile von Rauhenebrach) und Wohnau (Knetzgau) hinzu sowie vom Landkreis Bamberg die Gemeinde Koppenwind (inzwischen Teil von Rauhenebrach).
Dieser neu gebildete Landkreis trug zunächst den Namen Haßberg-Kreis und wurde am 1. Mai 1973 in Landkreis Haßberge umbenannt.

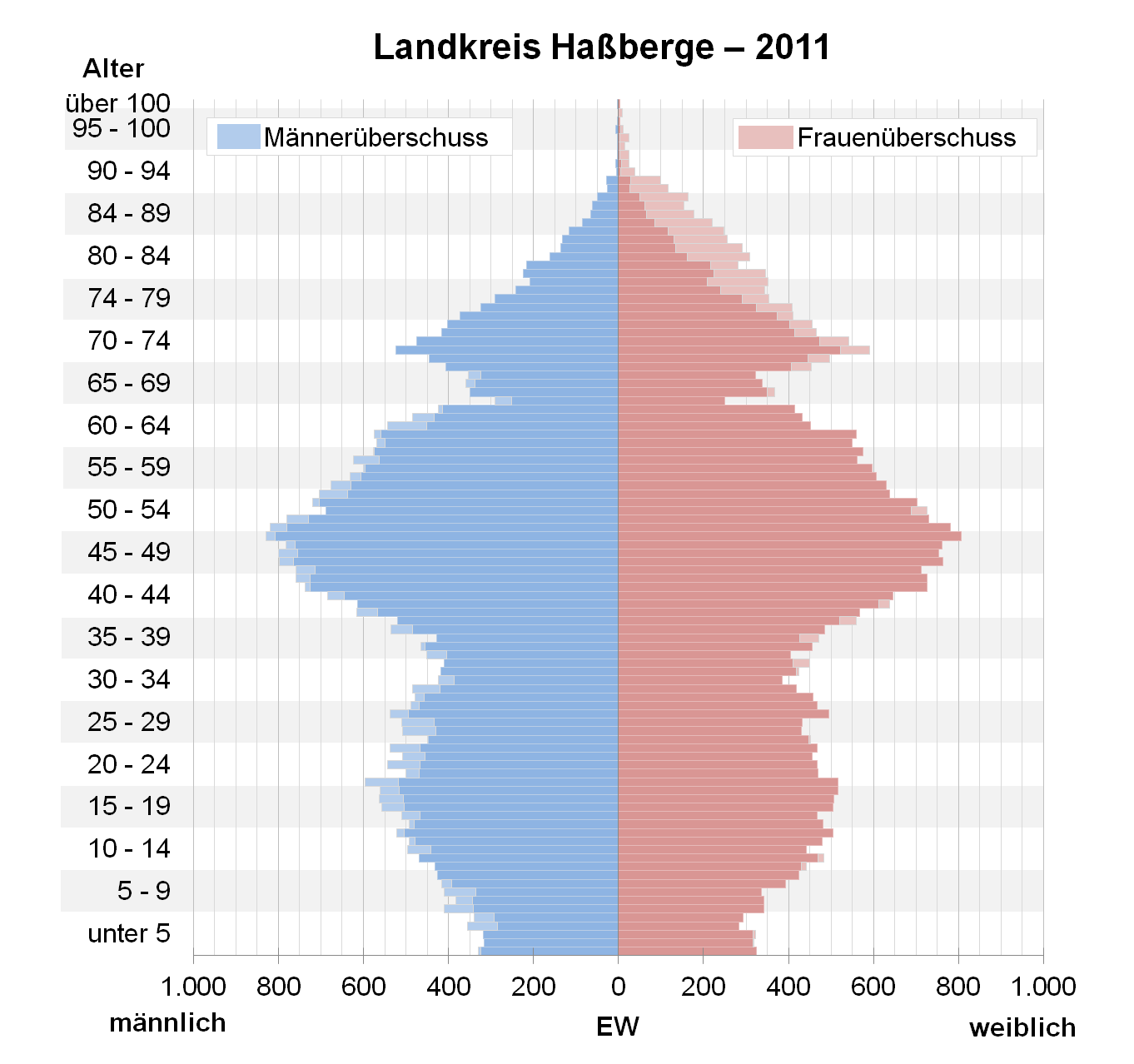
Bevölkerungspyramide für den Kreis Haßberge (Datenquelle: Zensus 2011.)

### Einwohnerentwicklung
Von 1988 bis 2008 wuchs der Landkreis Haßberge um über 5000 Einwohner bzw. um rund 7 %. Seit 2001 ist die Tendenz nach einem Höchststand von rd. 88.500 Einwohnern rückläufig.
Im Zeitraum 1988 bis 2018 stieg die Einwohnerzahl des Landkreises von 80.595 auf 84.599 um 4.004 Einwohner bzw. verblieb ein Plus von 5 %. 11 der 25 Gemeinden hatten 2018 weniger Einwohner als 1988. Während der Raum Haßfurt deutlich zulegen konnte, sind vor allem Gemeinden im nördlichen Landkreis vom Bevölkerungsrückgang betroffen.
Die nachfolgenden Zahlen beziehen sich auf den Gebietsstand vom 25. Mai 1987.
| Bevölkerungsentwicklung | Bevölkerungsentwicklung | Bevölkerungsentwicklung | Bevölkerungsentwicklung | Bevölkerungsentwicklung | Bevölkerungsentwicklung | Bevölkerungsentwicklung | Bevölkerungsentwicklung | Bevölkerungsentwicklung | Bevölkerungsentwicklung |
| ----------------------- | ----------------------- | ----------------------- | ----------------------- | ----------------------- | ----------------------- | ----------------------- | ----------------------- | ----------------------- | ----------------------- |
| Jahr                    | 1840                    | 1900                    | 1939                    | 1950                    | 1961                    | 1970                    | 1987                    | 1991                    | 1995                    |
| Einwohner               | 53.786                  | 54.587                  | 58.909                  | 82.670                  | 77.290                  | 81.537                  | 80.257                  | 84.216                  | 87.003                  |
|                         |                         |                         |                         |                         |                         |                         |                         |                         |                         |
| Jahr                    | 2000                    | 2005                    | 2010                    | 2015                    | 2020                    |                         |                         |                         |                         |
| Einwohner               | 88.509                  | 87.607                  | 85.010                  | 84.581                  | 84.275                  |                         |                         |                         |                         |

## Sehenswürdigkeiten
Im Mittelalter begegneten sich die Machtbereiche der beiden rivalisierenden Bistümer Bamberg und Würzburg in den Haßbergen. Beide Hochstifte versuchten, ihre Territorien durch die Anlage zahlreicher Burgen und einiger befestigter Städte zu sichern. Die Haßberge werden deshalb das Land der Schlösser, Burgen und Ruinen genannt, die sich dort tatsächlich in ungewöhnlich hoher Anzahl befinden. Von den Burgen wird noch die Burg Lichtenstein (Südburg) bewohnt. Als Ruine präsentieren sich die Burgen Altenstein, Bramberg, Königsberg, Lichtenstein (Nordburg), Rauheneck (Raueneck), Rotenhan, Schmachtenberg und einige andere. Auch zahlreiche Burgställe verbergen sich in den Wäldern, einer der interessantesten ist der Teufelsstein in der Nähe der Burg Lichtenstein.
Von den zahlreichen Schlössern des ansässigen Landadels seien die Schlösser Birkenfeld, Burgpreppach, Eyrichshof, Gleisenau und Rentweinsdorf genannt.
Malerische Stadtbilder bieten die ehemaligen bambergischen und würzburgischen Amtsstädte Ebern, Hofheim in Unterfranken, Zeil am Main, Eltmann und die heutige Kreisstadt Haßfurt. Besonderer touristischer Anziehungspunkt ist das guterhaltene Fachwerkstädtchen Königsberg in Bayern, eine ehemalige sächsisch-coburgische Exklave. Sehenswerte Überreste der ehemaligen starken Stadtbefestigungen haben vor allem in Ebern und Zeil überdauert, der Eberner Grauturm ist einer der höchsten Tortürme Deutschlands.
Höhepunkt der mittelalterlichen Sakralarchitektur im Landkreis ist der prächtige gotische, (allerdings im 19. Jahrhundert veränderte) Chor der Haßfurter Ritterkapelle, mit St. Laurentius in Ebern und St. Kilian in Haßfurt haben sich schöne spätgotische Stadtpfarrkirchen erhalten.
Der Landkreis Haßberge ist eines der Zentren der Bildstocklandschaft Franken. In vielen, katholisch geprägten Gemeinden des Kreises haben sich religiöse Kleindenkmäler erhalten. Sie wurden seit dem Spätmittelalter gesetzt und verweisen auf die Volksfrömmigkeit der vergangenen Jahrhunderte.
Die bekannte Wallfahrtskirche des Rokoko, Maria Limbach, steht bei Eltmann. Der Bau wurde von Balthasar Neumann entworfen.

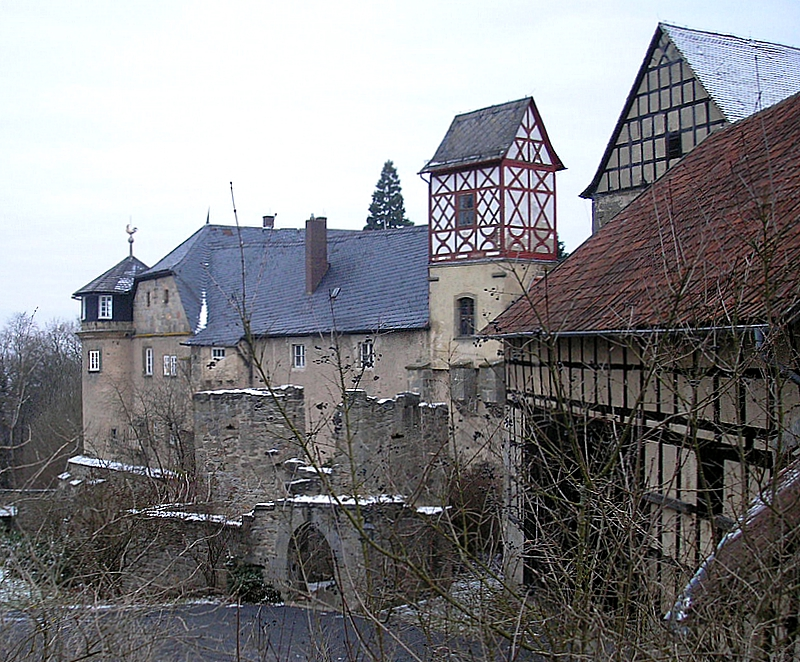
Burg Lichtenstein
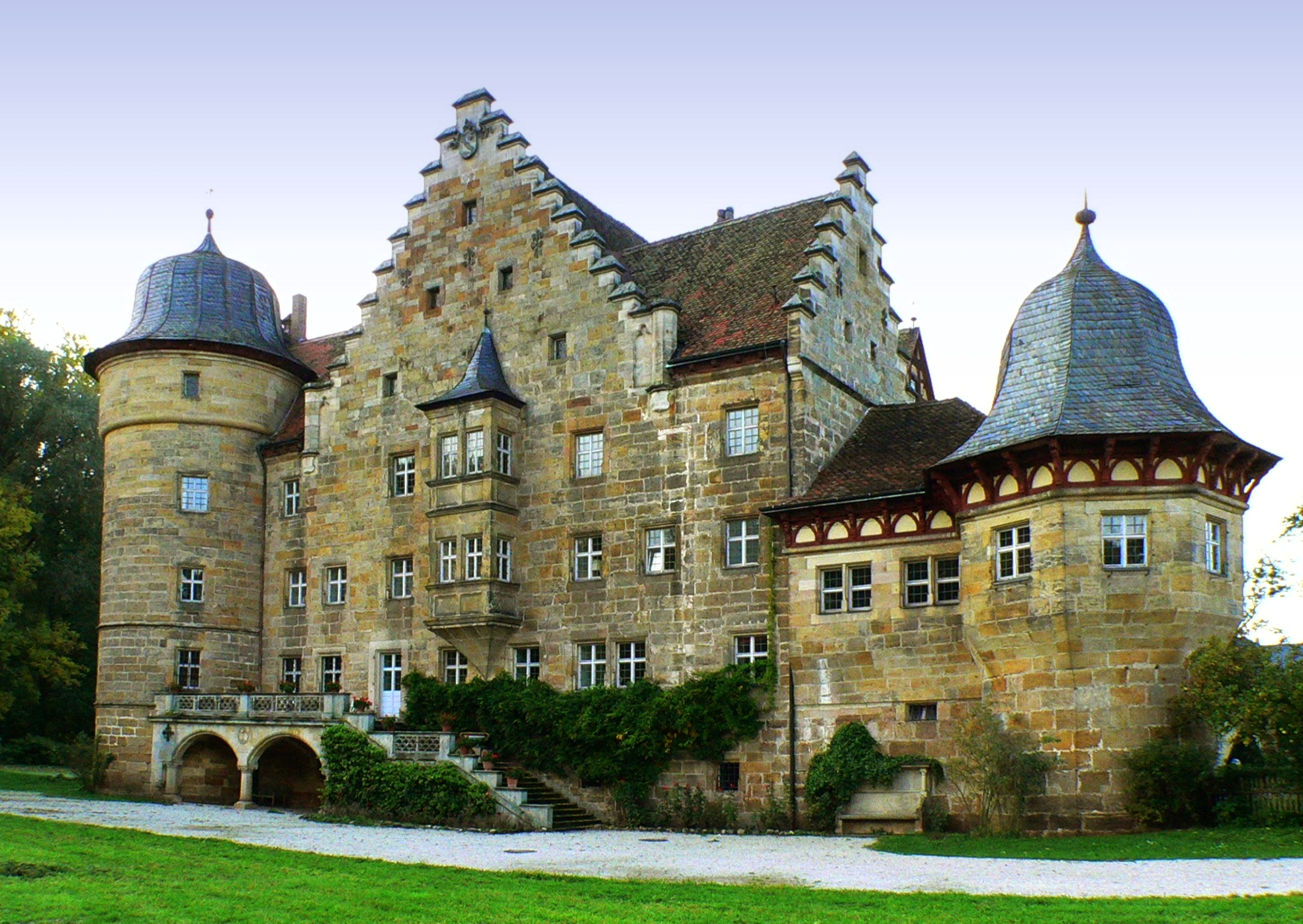
Schloss Eyrichshof
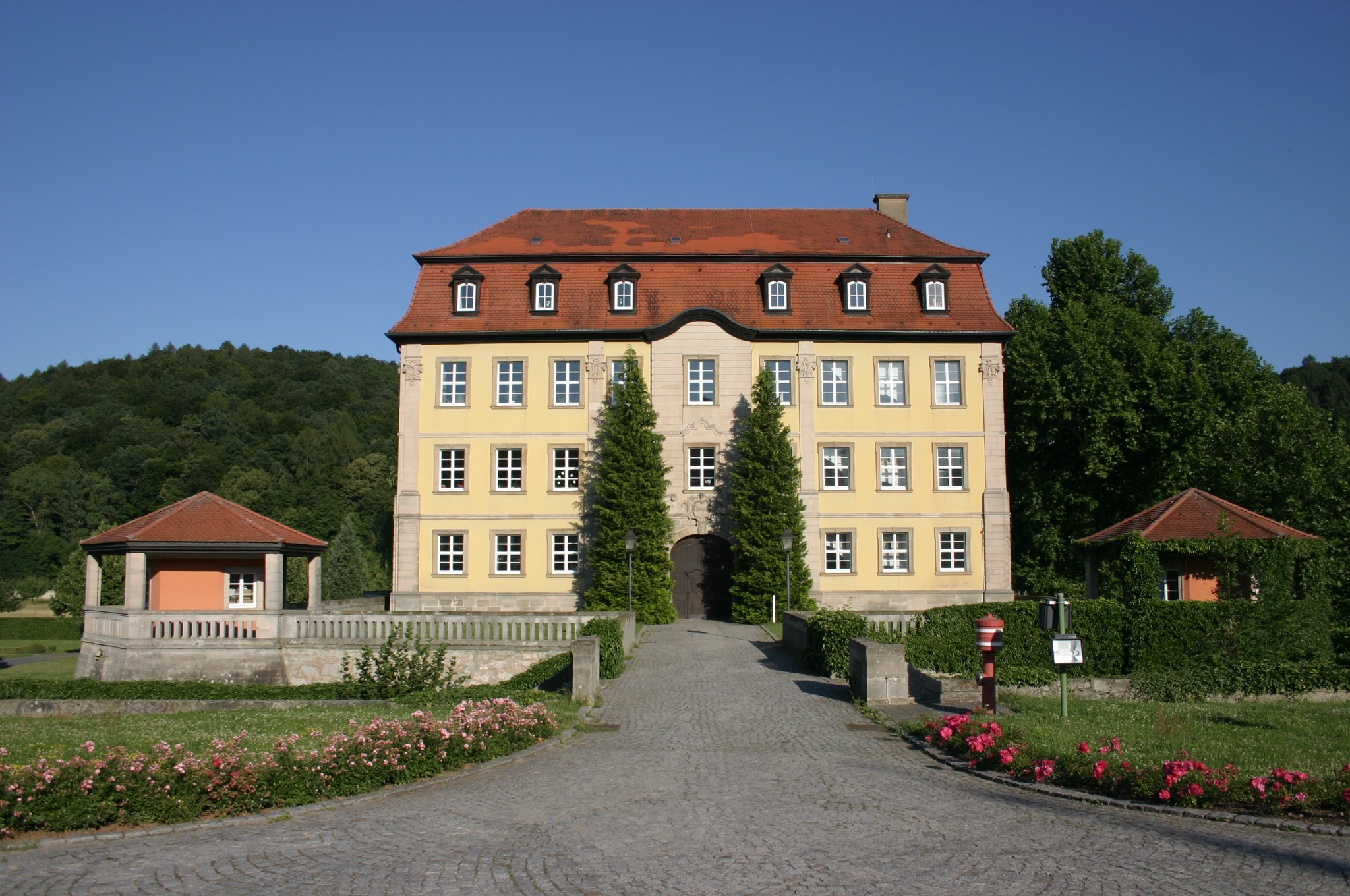
Schloss Gleisenau
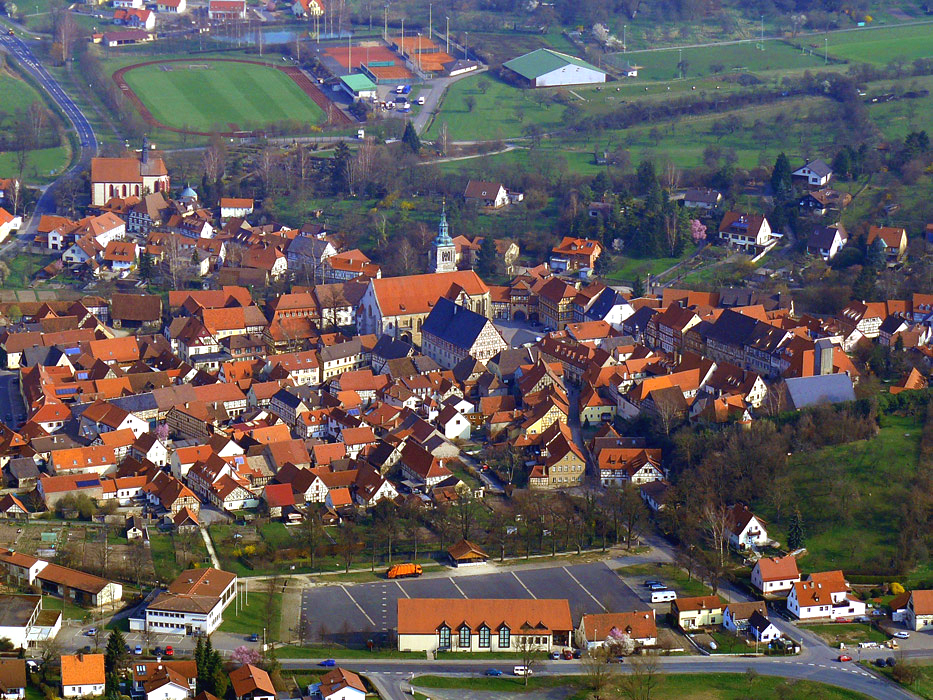
Königsberg in Bayern
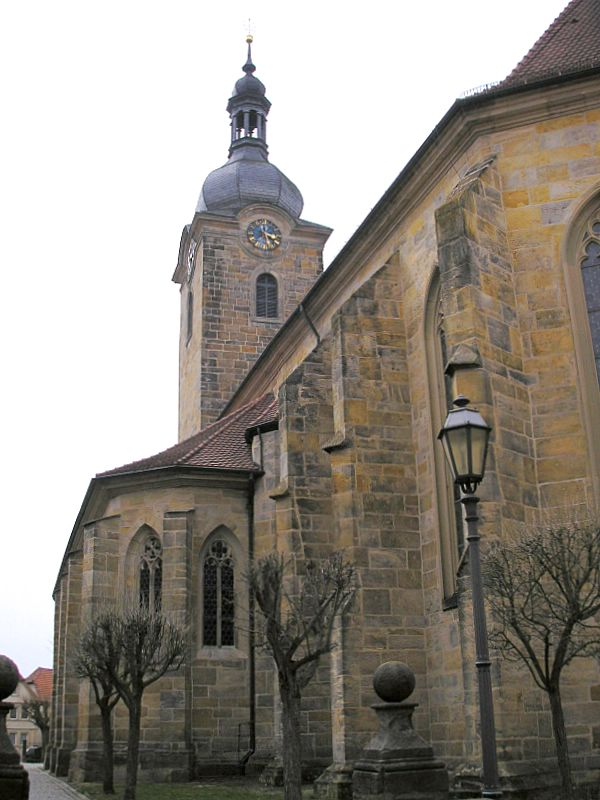
Ebern, St. Laurentius

## Politik

### Kreistag
Der Kreistag besteht aus 60 Mitgliedern, die sich in der Wahlperiode 2020–2026 auf folgende Parteien und Wählergruppen aufteilen(ergänzend die Sitzverteilungen 2014–2020):
| Kreistagswahl 2020Wahlbeteiligung: 67,3 % (-1,9 %) %403020100 35,317,114,910,69,56,24,32,1 CSUFWSPDGrüneJLFDPÖDPLinkeGewinne und Verlusteim Vergleich zu 2014 %p 6 4 2 0 −2 −4 −6 −8−1,1+0,6−6,1+4,3+0,8+0,6+1,0−0,2CSUFWSPDGrüneJLFDPÖDPLinke | Sitzverteilung im Kreistag Haßberge seit 2020Insgesamt 60 Sitze - Linke: 1 - SPD: 9 - Grüne: 6 - ÖDP: 3 - JL: 6 - FW: 10 - FDP: 4 - CSU: 21 |

| Parteien und Wählergemeinschaften | Parteien und Wählergemeinschaften      | 2020   | 2020   | 2014   | 2014   | 2008   | 2008   | 2002   | 2002   | 1996   | 1996   |
| Parteien und Wählergemeinschaften | Parteien und Wählergemeinschaften      | %      | Sitze  | %      | Sitze  | %      | Sitze  | %      | Sitze  | %      | Sitze  |
| --------------------------------- | -------------------------------------- | ------ | ------ | ------ | ------ | ------ | ------ | ------ | ------ | ------ | ------ |
| CSU                               | Christlich-Soziale Union in Bayern     | 35,3   | 21     | 36,4   | 22     | 34,2   | 21     | 43,1   | 27     | 39,6   | 25     |
| FW/WG                             | Freie Wähler Bayern/Wählergemeinschaft | 17,1   | 10     | 16,5   | 10     | 15,4   | 09     | 12,9   | 08     | 0–     | 0–     |
| SPD                               | SPD Bayern                             | 14,9   | 09     | 21,0   | 13     | 21,0   | 13     | 22,0   | 13     | 25,8   | 16     |
| Grüne                             | Grüne Bayern                           | 10,6   | 06     | 6,3    | 04     | 4,5    | 03     | 4,6    | 03     | 6,2    | 03     |
| JL                                | Junge Liste                            | 9,5    | 06     | 8,7    | 05     | 10,5   | 06     | 7,8    | 04     | 5,2    | 03     |
| FDP/FB                            | FDP Bayern/Freie Bürger                | 6,2    | 04     | 5,6    | 03     | 7,0    | 04     | 7,0    | 04     | 7,1    | 04     |
| ÖDP                               | Ökologisch–Demokratische Partei        | 4,3    | 03     | 3,3    | 02     | 3,3    | 02     | 2,4    | 01     | 2,5    | 01     |
| Linke                             | Die Linke Bayern                       | 2,1    | 01     | 2,3    | 01     | 4,1    | 02     | 0–     | 0–     | 0–     | 0–     |
| WG                                | Wählergemeinschaft                     | 0–     | 0–     | 0–     | 0–     | 0–     | 0–     | 0–     | 0–     | 13,6   | 08     |
| gesamt                            | gesamt                                 | 100,0  | 60     | 100,1  | 60     | 100,0  | 60     | 99,8   | 60     | 100,0  | 60     |
| Wahlbeteiligung                   | Wahlbeteiligung                        | 67,3 % | 67,3 % | 69,2 % | 69,2 % | 70,6 % | 70,6 % | 72,1 % | 72,1 % | 77,6 % | 77,6 % |

### Landräte
- 1. Juli 1972 bis 30. April 1990: Walter Keller (CSU)
- 1. Mai 1990 bis 30. April 2014: Rudolf Handwerker (CSU)
- Seit 1. Mai 2014: Wilhelm Schneider (CSU), der sich in der Stichwahl gegen Bernhard Ruß (SPD) mit knapp 54 % der Stimmen durchsetzte. Bei der Wahl am 15. März 2020 wurde er mit 68,2 % der gültigen Stimmen im Amt bestätigt.[6]

### Wappen
| Wappen des Landkreises Haßberge | Blasonierung: „Über von Schwarz und Gold geteiltem, mit einem grünen Rautenkranz belegten Schildfuß gespalten von Rot und Gold; vorne drei gesenkte silberne Spitzen, hinten ein mit einer silbernen Schrägleiste überdeckter rot bewehrter, rechts springender schwarzer Löwe.“ |
| Wappen des Landkreises Haßberge | Wappenbegründung: Das Gebiet des heutigen Landkreises Haßberge entstand 1972 durch den Zusammenschluss der früheren Landkreise Ebern, Haßfurt und Hofheim i. Ufr. Im Wappen wird an die früheren, wichtigsten Herrschaftsinhaber im Landkreisgebiet bis zum Ende des Alten Reichs 1803 erinnert. Die drei silbernen Spitzen sind unter dem Begriff Fränkischer Rechen bekannt und waren auch Bestandteil der Wappen der ehemaligen Landkreise Ebern, Hofheim und Haßfurt. Sie erinnern an die Herrschaft des Hochstifts Würzburg im Kreisgebiet. Das Gleiche gilt auch für den Löwen aus dem Wappen des Hochstifts Bamberg. Er war auch Teil der ehemaligen Wappen der alten Landkreise Ebern und Haßfurt. Das Motiv im Schildfuß stammt aus dem Wappen von Sachsen. Es steht für die frühere Herrschaft des Herzogtums Sachsen-Coburg und Gotha über die Stadt Königsberg, die erst im Jahr 1920 zu Bayern kam. |

## Wirtschaft und Infrastruktur
Im Zukunftsatlas 2016 belegte der Landkreis Platz 249 von 402 Landkreisen, Kommunalverbänden und kreisfreien Städten in Deutschland und zählt damit zu den Regionen mit „ausgeglichenem Chancen-Risiko Mix“.

### Verkehr

#### Straßenverkehr
Durch den Landkreis führt in Ost-West-Richtung die Autobahn A 70.
Parallel zur A 70 verläuft die Bundesstraße 26, in Nord-Süd-Richtung durchqueren die Bundesstraßen 279 und 303 den Landkreis.

#### Bahnverkehr
Im Maintal fährt schon seit 1852 die staatliche Ludwigs-West-Bahn auf der Strecke Bamberg–Haßfurt–Schweinfurt.
Erst 40 Jahre später wurde durch die Bayerische Staatsbahn eine Stichbahn von Haßfurt nach Hofheim eröffnet, die auch die bis 1920 zu Sachsen-Coburg gehörende Exklave Königsberg bediente.
Weitere Lokalbahnen brachten Verbindungen von Bamberg her
- 1895/96  über Ebern nach Maroldsweisach und
- 1913/00 über Kaltenbrunn-Untermerzbach nach Dietersdorf.

Nach Stilllegungen in den Jahren 1975 bis 1995:
- 1975: Breitengüßbach–Memmelsdorf–Dietersdorf (vier Kilometer)
- 1988: Ebern–Maroldsweisach (16 Kilometer)
- 1995: Haßfurt–Königsberg–Hofheim (Ufr) (15 Kilometer)

blieb vom Gesamtnetz mit 37 Kilometern nur die Hälfte übrig.
Die Bahnstrecke Breitengüßbach–Ebern ist seit 2010 in den Verkehrsverbund Großraum Nürnberg (VGN) integriert, zum 1. Januar 2018 trat der Landkreis vollständig dem VGN bei.

#### Busverkehr
Der gesamte Busverkehr innerhalb des Landkreises ist in die Verkehrsgemeinschaft Haßberge integriert. Fünf Buslinien aus dem Landkreis nach Bamberg sind in den VGN integriert.

#### Schiffsverkehr
Durch den Landkreis fließt die Bundeswasserstraße Main, welcher Anschluss an den Rhein und an den Main-Donau-Kanal hat.
In der Stadt Zeil am Main besteht eine Hafenanlage für vornehmlich landwirtschaftliche Güter.

### Projekt i-Company
Im Zuge des Aufbaus des Internationalen Hochschulcampus i-Campus der Hochschule für angewandte Wissenschaften Würzburg-Schweinfurt soll in Kooperation mit dem Landkreis Haßberge und der IHK Würzburg-Schweinfurt eine i-Company auf einem neuen Campus in Schweinfurt aufgebaut werden. Die Zusammenarbeit von Wissenschaft und Wirtschaft soll gefördert werden durch Vermittlung ausgewählter Studenten an kleine und mittelständische Unternehmen für Praktika und Projektarbeiten.

## Gemeinden
(Einwohner am 31. Dezember 2024)
| Städte 1. Ebern (7193) 2. Eltmann (5311) 3. Haßfurt (13.867) 4. Hofheim i.UFr. (5125) 5. Königsberg i.Bay. (3543) 6. Zeil a.Main (5540) Märkte 1. Burgpreppach (1338) 2. Maroldsweisach (3088) 3. Rentweinsdorf (1521) | Weitere Gemeinden 1. Aidhausen (1647) 2. Breitbrunn (1019) 3. Bundorf (932) 4. Ebelsbach (3802) 5. Ermershausen (528) 6. Gädheim (1329) 7. Kirchlauter (1311) 8. Knetzgau (6446) 9. Oberaurach (4053) 10. Pfarrweisach (1447) 11. Rauhenebrach (2744) 12. Riedbach (1729) 13. Sand a.Main (3060) 14. Stettfeld (1091) 15. Theres (2710) 16. Untermerzbach (1617) 17. Wonfurt (1878) | Verwaltungsgemeinschaften 1. Ebelsbach (Gemeinden Breitbrunn, Ebelsbach, Kirchlauter und Stettfeld) 2. Ebern (Stadt Ebern, Markt Rentweinsdorf und Gemeinde Pfarrweisach) 3. Hofheim in Unterfranken (Stadt Hofheim in Unterfranken, Markt Burgpreppach und Gemeinden Aidhausen, Bundorf, Ermershausen und Riedbach) 4. Theres (Gemeinden Gädheim, Theres und Wonfurt) |

### Konfessionen
Im Kreisgebiet gibt es Gemeinden mit überwiegend katholischer und solche mit überwiegend evangelischer Bevölkerung. Dies spielt für die Feiertagsregelung in Bayern eine Rolle.

### Ermershausen und die Gebietsreform
Bekannt wurde der Landkreis durch die Forderung von Bürgern der nach Maroldsweisach eingemeindeten Ortschaft Ermershausen, die Selbständigkeit als Gemeinde wiederzuerlangen. Der Streit wurde nicht immer mit friedlichen Mitteln ausgetragen. Nach der Wiedereinrichtung der Gemeinde Ermershausen (1. Januar 1994) ist die Ruhe wieder eingekehrt.

## Sonstiges
Die gemeindefreien Gebiete wurden am 1. April 2004 aufgelöst.

## Schutzgebiete
Im Landkreis gibt es 15 Naturschutzgebiete, drei Landschaftsschutzgebiete, 20 FFH-Gebiete und 31 vom Bayerischen Landesamt für Umwelt ausgewiesene Geotope (Stand August 2016). Im Juni 2020 wurde der neue Naturwald Knetzberge-Böhlgrund ausgewiesen.
Siehe auch:
- Liste der Naturschutzgebiete im Landkreis Haßberge
- Liste der Landschaftsschutzgebiete im Landkreis Haßberge
- Liste der FFH-Gebiete im Landkreis Haßberge
- Liste der geschützten Landschaftsbestandteile im Landkreis Haßberge
- Liste der Geotope im Landkreis Haßberge

## Kfz-Kennzeichen
Am 5. August 1974 wurde dem Landkreis das seit dem 1. Juli 1956 für den Landkreis Haßfurt gültige Unterscheidungszeichen HAS zugewiesen. Es wird durchgängig bis heute ausgegeben.
Bis in die 1990er Jahre erhielten Fahrzeuge aus den Altkreisen besondere Erkennungsnummern:
| Gebiet                           | Buchstaben | Zahlen    |
| -------------------------------- | ---------- | --------- |
| Altkreis Haßfurt                 | A bis Z    | 1 bis 999 |
| Altkreis Haßfurt                 | KA bis NZ  | 1 bis 999 |
| Altkreis Haßfurt                 | XA bis ZZ  | 1 bis 999 |
| Altkreis Hofheim in Unterfranken | AA bis JZ  | 1 bis 999 |
| Altkreis Ebern                   | PA bis WZ  | 1 bis 999 |

Seit dem 1. April 2014 sind aufgrund der Kennzeichenliberalisierung wieder die Unterscheidungszeichen EBN (Ebern), GEO (Gerolzhofen) und HOH (Hofheim in Unterfranken) erhältlich.